# Данківці
Данкі́вці — село в Хотинській міській громаді Дністровського району Чернівецької області України.

## Географія
Через село тече річка Пацапуле, ліва притока Пруту. На південний схід від села розташована ботанічна пам'ятка природи «Ділянка конвалії».

## Історія
За даними на 1859 рік у власницькому селі Хотинського повіту Бессарабської губернії, мешкало 418 осіб (209 чоловічої статі та 209 — жіночої), налічувалось 88 дворових господарства, існувала православна церква.
Станом на 1886 рік у власницькому селі, центрі Данкоуцької волості, мешкало 478 осіб, налічувалось 114 дворових господарств, існували православна церква. За 8 верст існували винокуренний та цегельний заводи.

## Населення

### Мова
Розподіл населення за рідною мовою за даними перепису 2001 року:
| Мова       | Кількість | Відсоток |
| ---------- | --------- | -------- |
| українська | 979       | 97.9%    |
| румунська  | 8         | 0.8%     |
| російська  | 7         | 0.7%     |
| ромська    | 5         | 0.5%     |
| білоруська | 1         | 0.1%     |
| Усього     | 1000      | 100%     |

## Загинули в Афганістані
- Бурденюк Григорій Гаврилович (1966—1985)